# Scytalopus sanctaemartae
El churrín de Santa Marta o tapaculo buchirrufo (Scytalopus sanctaemartae), es una especie de ave paseriforme de la familia Rhinocryptidae perteneciente al numeroso género Scytalopus. Es endémica de Colombia.

## Distribución y hábitat
Se distribuye en la Sierra Nevada de Santa Marta, en el noreste de Colombia.
Esta especie es considerada poco común en su hábitat natural: el sotobosque de selvas montanas húmedas bajas y sus bordes, principalmente entre los 750 y los 2000 m s. n. m., a menor altitud que el otro congénere encontrado en las mismas montañas, el churrín ratona (Scytalopus latebricola).

## Descripción
Mide en promedio 11,5 cm de longitud. El plumaje es predominantemente gris claro. con un pequeño parche blanco en la corona y con flancos inferiores, coberteras infracaudales y grupa rufos.  Su canto es un trino rápido que dura 7 segundos.

## Taxonomía
Es monotípica. Ya fue considerada una subespecie de Scytalopus femoralis, pero difieren en la vocalización.